# Втрачений перехід
«Втрачений перехід» — кінофільм режисера Пітера Мастерсона, який вийшов на екрани в 2003 році.

## Зміст
Спекотна красуня Міссі може і хоче брати від життя значно більше, ніж їй надає її старий чоловік. Для Джиммі життя круто змінюється, коли Міссі пропонує йому відправитися в поїздку в Новий Орлеан на її машині. Особливо, коли в багажнику автомобіля лежить труп, а за Міссі, обчистив банк свого вбитого чоловіка, відправляється в погоню вся поліція штату. І тепер їм обом належить подолати 1000 кілометрів шляху і залишитися в живих.

## Ролі
| Актор                | Роль |
| -------------------- | ---- |
| Нів Кемпбелл         | -    |
| Біллі Берк           | -    |
| Джейк Бьюзі          | -    |
| Чарльз Едвін Пауелл  | -    |
| Девід Гоу            | -    |
| Мішель Перон         | -    |
| Емі Слоун            | -    |
| Норман Мікіл Беркета | -    |

## Знімальна група
- Режисер — Пітер Мастерсон
- Сценарист — Джефф Коул
- Продюсер — Деніел Байгель, Майкл Мейлер, Джефф Коул
- Композитор — Норман Корбей